# Bradford and Melksham Rural District
Bradford and Melksham Rural District was van 1934 tot en met 1974 een landelijk district in het graafschap Wiltshire. Het district werd opgericht n.a.v. de Local Government Act 1929 door samenvoeging van een deel van Bradford-on-Avon Urban District, Bradford-on-Avon Rural District (met uitzondering van delen van de civil parishes van Bradford Without, Broughton Gifford en Winsley), Melksham Rural District (met uitzondering van de civil parish Seend en delen van de civil parish Melksham Without) en een deel van Trowbridge Urban District en telde in 1961 12.739 inwoners en een oppervlakte van 109 km². In 1974 werd het n.a.v. de Local Government Act 1972 opgeheven en met Bradford-on-Avon Urban District, Melksham Urban District, Trowbridge Urban District, Warminster Urban District, Warminster and Westbury Rural District en Westbury Urban District samengevoegd in het nieuwe district West Wiltshire.

## Bestuurlijke indeling
De volgende civil parishes maakten deel uit van Bradford and Melksham Rural District:
- Atworth
- Broughton Gifford
- Hilperton
- Holt
- Land Common To Melksham Without And Broughton
- Limpley Stoke
- Melksham Without
- Monkton Farleigh
- Semington
- South Wraxall
- Staverton
- Westwood
- Wingfield
- Winsley